# STS-5
STS-5は、コロンビアを用いたアメリカ航空宇宙局によるスペースシャトルのミッションである。1982年11月11日に打ち上げられた。5度目のスペースシャトルのミッションであり、また5度目のコロンビアのミッションである。

## 乗組員
- 船長:ヴァンス・ブランド（英語版） (2)
- 操縦士:ロバート・オーバーマイヤー（英語版） (1)
- ミッションスペシャリスト1:ジョセフ・アレン（英語版） (1)
- ミッションスペシャリスト2:ウィリアム・レノア（英語版） (1)

## ミッションパラメータ
- 質量
  - 離陸時:112,088 kg
  - 着陸時:91,841 kg
  - ペイロード:14,551 kg
- 近点:294 km
- 遠点:317 km
- 軌道傾斜角:28.5°
- 軌道周期:90.5分

## ミッションハイライト

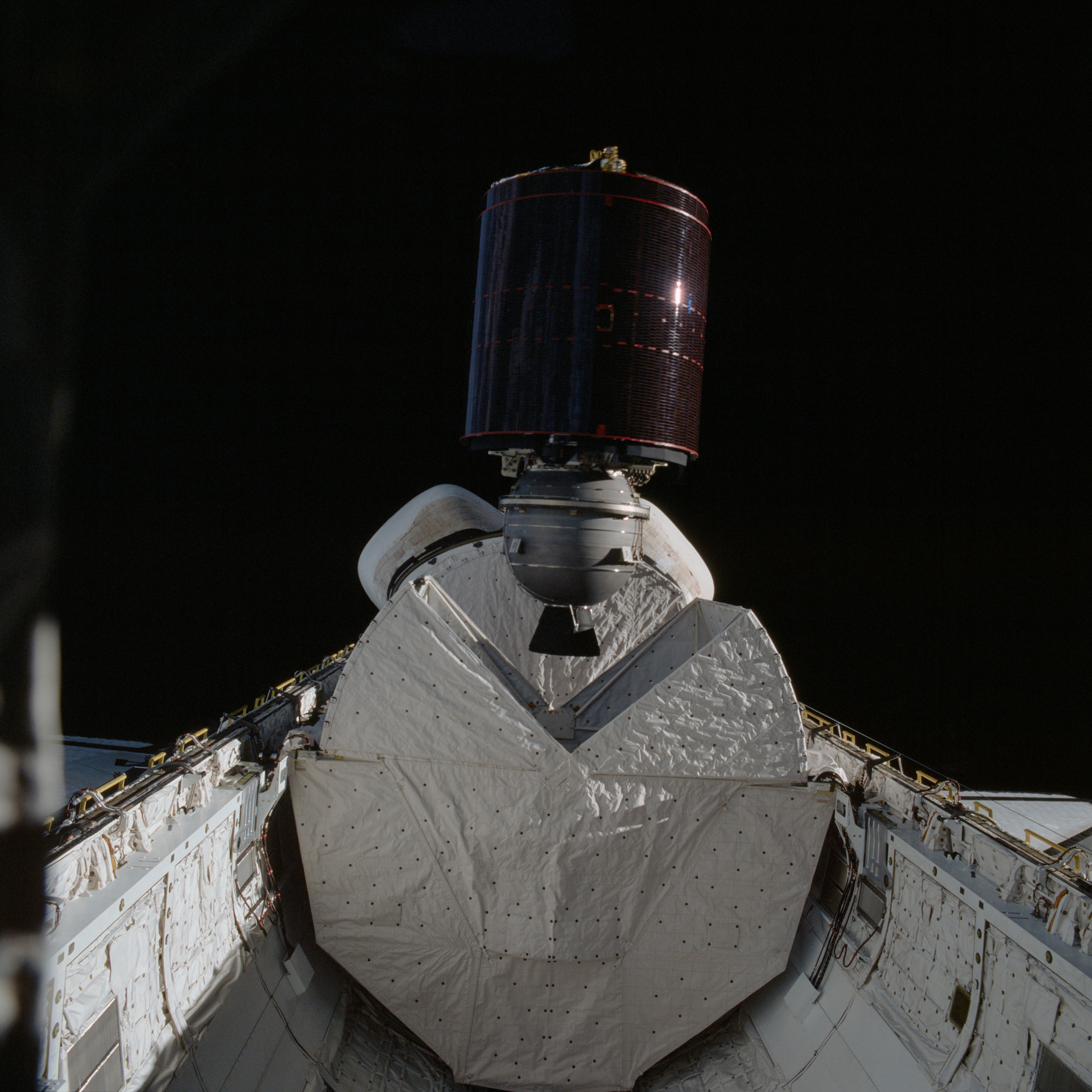
SBS-3衛星

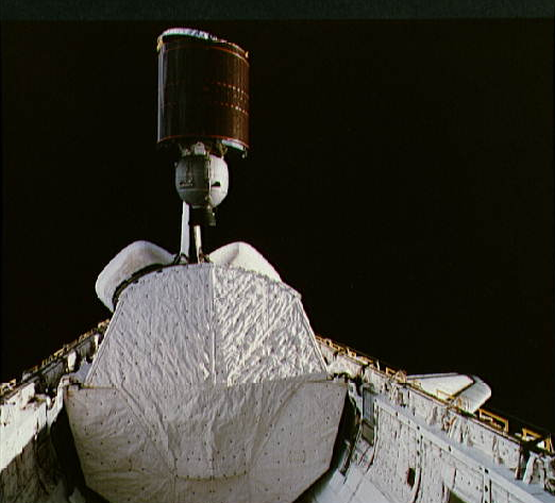
アニクC3の展開

STS-5は最初の運用ミッションであり、またこれまでで最多の4人の乗組員と初めての商業衛星2機を宇宙に運んだ。コロンビアの5回目となる打上げは、1982年11月11日7時19分ESTに行われた。予定通りの時刻に打上げが行われたのは2回目だった。
2機の通信衛星は展開に成功し、その後ブースターロケットで対地同期軌道に達した。どちらもヒューズ・エアクラフト社が製造したHS-376シリーズの衛星で、サテライト・ビジネス・システムズの所有するSatellite Business Systems-3とTelesat社の所有するアニクC3であった。さらに、ペイロードとして西ドイツの開発した微少重力GAS実験装置も運んだ。乗組員は、その他に学生の考案した3つの実験を行った。
スペースシャトルのミッションでは初めて計画されていた宇宙遊泳は、ウィリアム・レノアの不調のため翌日に延期され、結局宇宙服の不具合のために中止された。
コロンビアは1982年11月16日6時33分PSTにエドワーズ空軍基地の第22滑走路に着陸した。5日間と2時間14分26秒で、地球81周200万マイルを飛行した。コロンビアは11月22日にケネディ宇宙センターに帰還した。STS-5では、初めて乗組員が耐圧服を着ないで打上げや大気圏再突入が行われた。
STS-4の終了後、スペースシャトルは「運用段階」に入ったと宣言されたが、コロンビア号空中分解事故後に設置された調査委員会では、スペースシャトルは本質的に安全ではなく、運用段階と考えるべきではなく、実際にまだ実験段階であるとする報告書が提出された。その理由としては、民間や軍用の航空機は、運用段階に入る前に数千回の試験や評価が行われるが、スペースシャトルの飛行回数は200回以下であり、改良が行われている途中であるとしている。アメリカ航空宇宙局では、現在はスペースシャトルを実験機と位置付けている。

## 記章
描かれている5角形の青い星は、スペースシャトル計画(STS)における番号を表している。

## 起床コール
NASAでは、ジェミニ計画以来伝統的に、宇宙飛行士のために音楽を流している。アポロ15号では、初めて乗組員の起床のために用いられた。曲は、家族等によって、乗組員個人にとって特別な意味がある曲や日々の活動に適切なものが選ばれる。
| Flight Day | Song                          | Artist/Composer |
| ---------- | ----------------------------- | --------------- |
| 2日目      | "76 Trombones"                | The Music Man   |
| 3日目      | "Cotton Eye Joe"              |                 |
| 4日目      | "[Marine Hymn"                |                 |
| 5日目      | "The Stroll"                  |                 |
| 6日目      | "Take Me Home, Country Roads" | John Denver     |